# Fédération géorgienne d'athlétisme
La Fédération géorgienne d'athlétisme (en géorgien : საქართველოს მძლეოსნობის ეროვნული ფედერაცია) est la fédération d'athlétisme de la Géorgie, affiliée à l'Association européenne d'athlétisme et à l'IAAF depuis 1993. Créée en 1991, son siège est à Tbilissi.
Le 1er décembre 2016, le Xe Congrès de la Fédération géorgienne d'athlétisme a confirmé à la présidence Aleksi Akhvlediani, à la vice-présidence Vasil Berishvili et Leo Gugeshashvili, au secrétariat général Aleksandre Japaridze.